# 石川遼
石川 遼（いしかわ りょう、1991年〈平成3年〉9月17日 - ）は、埼玉県北葛飾郡松伏町出身のプロゴルファー。カシオ計算機所属。ニックネームは「ハニカミ王子」。男子ツアー世界最年少優勝、日本での最年少賞金王記録保持者。

## 生い立ち

### 幼少期
6歳の頃、父に連れられてゴルフ練習場に行ったのをきっかけに、ゴルフにのめりこむ。
松伏町立松伏小学校時代は、サッカークラブ、園芸委員会に所属。松伏町の自宅から車で30分程度の距離にある、千葉県野田市にあるゴルフ練習場に通って練習をしていた。中学校は、地元の松伏町立松伏第二中学校に進学したが、中学にゴルフ部がなかったため陸上部に所属した。

### アマチュア時代
2004年に、全国小学校ゴルフ選手権横尾要カップで優勝。2005年に関東中学校選手権、2006年に全国中学校選手権大会・春季大会を優勝するなど、全国規模の大会で常に上位を争うレベルにあった。
2007年4月、杉並学院高等学校に進学。
高校生となった2007年に行われたマンシングウェアオープン KSBカップにアマチュア枠でツアー初出場、日本のプロゴルフ大会においての史上最年少優勝を達成。男子ツアーでのアマチュア優勝は「中四国オープン」で優勝した1980年の倉本昌弘以来、史上2人目。大会初日が暴風のため中止となり、最終日に2ラウンドが行われた。高校生でありながら、36ホールを回っての逆転優勝（2日目終了時点で7打差の23位）であった。この優勝は、世界最年少優勝記録（15歳245日）として、ギネス・ワールド・レコーズに認定された。
5月25日に、優勝報告のため、埼玉県庁を訪れた際、上田知事から県のマスコット・コバトンのぬいぐるみが贈られた。
同年7月に行われた、世界ジュニア選手権に出場し、個人23位。8月17日、霞ヶ関CCで行われた日本ジュニアゴルフ選手権男子15歳から17歳の部で、大会史上最年少の15歳11か月で初優勝。スコアは、大会レコードタイとなる3日間通算9アンダーで204。直後のフジサンケイクラシックでは、2日目まで首位と3打差の6位だったが、3日目でスコアを落とし、結局3日間通算1オーバーの214で15位に終わるがローアマチュア（出場アマチュア選手最上位）を獲得。
東海クラシック、三井住友VISA太平洋マスターズでもローアマチュアを獲得する。また、マンシングウェアオープンKSBカップでの優勝により、その年のツアー優勝者に出場資格のあるゴルフ日本シリーズJTカップに、アマチュアとして初めて出場した。この年は、プロツアー8試合に参戦して5試合で予選を通過、4試合でローアマチュアを獲得する活躍を見せた。

## プロ経歴
2008年1月10日、記者会見を行いプロ転向を宣言。16歳3か月24日の史上最年少のJGTOツアープロとなる。また、2009年末までシード権を保有していることから、同時に史上最年少のシード選手となった。JPGAのプロゴルファー資格は2008年4月1日に取得。
2008年1月25日にはヨネックスと5年間総額10億円の用具総合使用契約（ボール以外のクラブ、ウェアなど）を結んだ。ヨネックスと契約をしたのは、石川が10歳のとき実父とヨネックス本社に赴き、用具提供の支援の依頼をし、それをヨネックスが快諾したという関係からとされる。ヨネックスの他に、所属契約をパナソニックと、移動サポートをANA、サングラスを山本光学などとも契約した。
その他、4月1日からトヨタと2年契約、コカ・コーラと5年契約、NTTドコモと3年契約、新学社と1年契約（その後も更新を続け、2011年現在継続中）を交わした。パナソニックとの所属契約を2013年1月27日で満了、更新しないことをパナソニックが発表した。

### 2008年
プロデビューは2008年2月5日に行われたオーストラリアのシドニーで行われた全英オープン予選会で4オーバー（1日制、36ホール）の41位。国内ツアーデビューは2008年4月の東建ホームメイトカップで2日目、3日目に首位に立ったが、最終的に5位Tであった。その後は5戦連続予選落ちなどで低迷するが、長嶋茂雄Invitational セガサミーカップゴルフトーナメントで3位タイに入り復調の兆しを見せ、2008年8月21日から24日にかけて滋賀GCで行われた関西オープンでプロ転向後初優勝を挙げた。2008年11月2日のABC・GCにてマイナビABCチャンピオンシップで優勝し、プロ転向後ツアー初優勝、ツアー通算2勝目を飾ると共に2010年までのシード権も獲得した。
2008年度の獲得賞金は106,318,166円で賞金ランキング5位に入り、史上最年少で1億円を突破した。また、史上最年少での賞金シードとなった。この活躍により史上最年少での内閣総理大臣杯日本プロスポーツ大賞を受賞した。2008年シーズン終了後に行われたジャパンゴルフツアー選手会（JGTPO）において、JGPTO理事に選出された。
この年、出身地の松伏町の松伏総合公園に、石川を称える石碑が設置された。また、同町を管轄する吉川警察署の一日署長に任命された。

### 2009年
4月9日から開催されたマスターズ・トーナメントに、2008年シーズン終了時の世界ランキング60位であったため自動的に出場権を得ることはできなかったものの、17歳での日本ツアーでの活躍が認められ、特別招待された。17歳6か月でのマスターズ出場はアマチュア枠で出場したトミー・ジェイコブスの17歳1か月に次ぐ史上2番目の年少記録。プロゴルファーとしては史上最年少、日本人では戸田藤一郎の21歳を抜き史上最年少での出場。結果は73位で予選落ちとなった。
6月28日、よみうりCCで行われた全英への道 ミズノオープンよみうりクラシックで優勝、同時に7月の全英オープンの出場権を獲得し、日本人選手最年少での初出場を決めた。全英オープン選手権初日、石川遼は5バーディー、3ボギーの68、2アンダーの好スコアで回り、同組となった優勝候補のタイガー・ウッズのスコア71を上回ったが、2日目は後半に崩れトータル6オーバー85位。タイガー・ウッズと共に予選落ちした。
8月2日、小樽CCで行われたサン・クロレラクラシックでは、2番アイアンを入れて9番アイアンを抜くセッティングでプレイし、通算17アンダーで優勝。初日から4日間首位を守りきる完全優勝。9月6日、富士桜CCで行われたフジサンケイクラシックにて通算12アンダーで優勝。この優勝で賞金ランクトップに躍り出た。
この勝利によってワールドゴルフランキングは自己最高の47位となり、17歳11か月20日での史上最年少でのランキングトップ50入りを果たした。また、これが大きな要素となり、アメリカ合衆国代表と非米・非欧州地域代表で争われる団体戦・プレジデンツカップのインターナショナルチームに、キャプテン・グレッグ・ノーマンの推薦によって史上最年少で選出された。
10月4日、三好CCで行われたコカ・コーラ東海クラシックにて通算14アンダーで優勝。2年連続で獲得賞金額1億円を突破した。
10月8日 - 11日、プレジデンツカップに出場し、最終日には当時世界6位のケニー・ペリーに勝つなど、3勝2敗と世界選抜ではアーニー・エルスと並ぶ最多の3ポイントを挙げる大活躍を見せた。
12月6日、ゴルフ日本シリーズJTカップで3オーバー19位タイだったものの、年間獲得賞金額が1億8352万4051円で賞金王となった。これにより尾崎将司が1973年に26歳で達成した最年少賞金王記録を大幅に更新し、18歳80日とした。
12月7日、日本ゴルフツアー機構(JGTO)主催の2009年度 ジャパンゴルフツアー表彰式で、史上初の9冠（賞金王、最優秀選手賞、Unisysポイントランキング賞、平均ストローク賞、平均パット賞、バーディ率賞、ゴルフ記者賞、MIP賞、特別賞）に輝いた。
12月20日、男子ゴルフの2009年度最終の世界ランキングが発表され30位となり、2010年マスターズ・トーナメント招待の条件を満たした。
12月25日、日本プロスポーツ大賞を史上6人目となる2年連続で受賞した。

### 2010年
2月1日、SRIスポーツとゴルフボール使用契約を締結。
3月 - 杉並学院高等学校を卒業。2年生の時からツアープロとして活動していたためほとんど学校に通うことがなかった。しかし特待生としてスポーツ活動、ボランティアなどを20単位認められた。また学校の友達からFAXで授業日誌が送られレポートなどを提出していた。卒業式で校長から同中学の特別講師の委嘱状が手渡された。2年先輩に薗田峻輔がいる。大学へは進学せず、プロゴルファーとしての活動に専念。
4月4日より自らがホストを務めるゴルフトーク番組「石川遼スペシャル RESPECT 〜ゴルフを愛する人々へ〜」がテレビ東京で放送される。
4月8日 - 9日、2回目のマスターズ出場も予選落ち。
5月2日、名古屋GC和合Cで行われた中日クラウンズにて最終日18位から通算13アンダーで逆転優勝。さらに、最終日は男子ツアータイ記録となる12バーディーを記録し、世界主要ツアー初の1ラウンド58は男子国内ツアー新記録で世界記録を達成した。また、日本男子ツアー史上最速（54試合目）かつ最年少（18歳7か月）で生涯獲得賞金3億円を突破した。
9月5日、富士桜カントリー倶楽部で行われたフジサンケイクラシックにて、薗田峻輔とのプレーオフを制し中日クラウンズに続く今季2勝目を挙げるとともに、自身初の大会連覇を果たした。
9月25日、石川が当時所属していたパナソニック主催大会「アジアパシフィック・パナソニックオープン」第3ラウンド（会場・六甲国際ゴルフ倶楽部）・6番ホールで自らツアー競技で初のホールインワンを達成。
11月14日、太平洋クラブ御殿場コースで行われた三井住友VISA太平洋マスターズにて、前日首位のまま逃げ切り、通算14アンダーで優勝。

### 2011年
3月30日、3月11日に発生した東日本大震災 の被災者支援のため、2011年度の国内ツアーとメジャー大会での獲得賞金全額を寄付し、さらに大会でバーディーを1つとるたびに10万円を加えることを発表した。前年度の獲得賞金約1億5千万円とバーディー数341から、目標額を2億円とした。これは国内・海外ともに大きな反響を呼び、イギリスの新聞「タイムズ」にも「本物の一流の人物」として、最終面の半分のスペースでこの行為が大きく取り上げられた。
この年2月に石川はアメリカにおいて車の運転免許証と国際運転免許証を取得したが、日本では連続3ヵ月以上海外に滞在している最中に取得したものでなければ無効で、無免許運転になることを知らずに5月下旬まで日本国内で運転していたことが6月9日発売の「週刊文春」で報じられ、父は「米国で確認したつもりだったが不十分だった」と述べている。6月9日、埼玉県警から任意で事情聴取を受けたとされ、翌10日、石川は記者会見で「自分の不注意、不手際でご迷惑をお掛けして本当に申し訳ない」と謝罪した。日本ゴルフツアー機構（JGTO）の小泉直会長は「警察が行政処分を下した場合には、JGTOとしてもどういった処分にすべきか協議する」とコメントしていたが、14日に開かれた日本プロゴルフ協会の理事会では処分を科さないことを決めている。
同年7月20日、埼玉県警は石川を道路交通法違反（無免許運転）の疑いでさいたま地検に書類送検した。

### 2012年
11月11日、太平洋クラブ御殿場コースで行われた三井住友VISA太平洋マスターズにて、前日首位のまま逃げ切り、通算15アンダーで優勝。2010年の本大会以来2年ぶり、史上最年少でのツアー通算10勝を挙げる。21歳1ヶ月の石川は、池田勇太の記録(26歳9ヶ月)を大幅に塗り替えた。

### 2013年
1月10日、米クラブメーカー・キャロウェイゴルフと3年18億の用具総合で正式契約したことを発表した。
成績
| 11/07-11/10 | 国内男子 | HEIWA・PGM CHAMPIONSHIP in 霞ヶ浦                  | 18T  | -2  | 282 |
| 08/15-08/18 | 米国男子 | ウィンダム選手権                                   | 26T  | -5  | 275 |
| 08/08-08/11 | 米国男子 | 全米プロゴルフ選手権                               | 29T  | +2  | 282 |
| 08/01-08/04 | 米国男子 | リノ・タホ・オープン                               | 予落 | -1  | -   |
| 07/25-07/28 | 米国男子 | RBCカナディアン・オープン                          | 77   | +7  | 223 |
| 07/18-07/21 | 米国男子 | サンダーソンファーム選手権                         | 予落 | -1  | 143 |
| 07/04-07/07 | 米国男子 | ザ・グリーンブライヤー・クラシック                 | 予落 | 0   | 140 |
| 06/27-06/30 | 米国男子 | AT＆Tナショナル                                    | 予落 | +4  | 146 |
| 06/20-06/23 | 国内男子 | 日本ゴルフツアー選手権 Shishido Hills              | 予落 | +1  | 145 |
| 05/30-06/02 | 米国男子 | ザ・メモリアル・トーナメント                       | 57T  | +6  | 294 |
| 05/23-05/26 | 米国男子 | クラウン・プラザ招待 at コロニアル                 | 70T  | +4  | 284 |
| 05/16-05/19 | 米国男子 | HPバイロン・ネルソン選手権                         | 10T  | -6  | 274 |
| 05/02-05/05 | 米国男子 | ウェルズファーゴ選手権                             | 50T  | +3  | 291 |
| 04/18-04/21 | 米国男子 | RBCヘリテイジ                                      | 48T  | +3  | 287 |
| 04/11-04/14 | 米国男子 | マスターズ                                         | 38T  | +4  | 292 |
| 03/28-03/31 | 米国男子 | シェル・ヒューストン・オープン                     | 予落 | +5  | 149 |
| 03/21-03/24 | 米国男子 | アーノルド・パーマー招待                           | 65T  | +6  | 294 |
| 03/14-03/17 | 米国男子 | タンパベイ選手権                                   | 予落 | +6  | 148 |
| 03/07-03/10 | 米国男子 | プエルトリコ・オープン                             | 39T  | -10 | 278 |
| 02/28-03/03 | 米国男子 | ザ・ホンダ・クラシック                             | 予落 | +8  | 148 |
| 02/14-02/17 | 米国男子 | ノーザン・トラスト・オープン                       | 61T  | +5  | 289 |
| 01/31-02/03 | 米国男子 | ウェイスト・マネージメント・フェニックス・オープン | 予落 | +3  | 145 |
| 01/24-01/27 | 米国男子 | ファーマーズ・インシュランス・オープン             | 予落 | +3  | 147 |
| 01/17-01/20 | 米国男子 | ヒューマナ・チャレンジ                             | 予落 | -3  | 213 |

### 2014年
米国ツアー24試合に加えて、国内ツアー10試合に参戦。
7月に行われた長嶋茂雄Invitational セガサミーカップゴルフトーナメントで、およそ2年振りとなる国内ツアー優勝を飾った。
成績
| 12/04-12/07 | 国内男子 | ゴルフ日本シリーズＪＴカップ                                                | 15   | -1  | 279 |
| 11/27-11/30 | 国内男子 | カシオワールドオープンゴルフトーナメント                                    | 34T  | -6  | 282 |
| 11/20-11/23 | 国内男子 | ダンロップフェニックストーナメント                                          | 31T  | -1  | 283 |
| 11/13-11/16 | 国内男子 | 三井住友VISA太平洋マスターズ                                                | 60T  | +5  | 293 |
| 11/06-11/09 | 国内男子 | HEIWA・PGM Championship in 霞ヶ浦                                           | 52T  | -2  | 282 |
| 10/31-11/03 | 米国男子 | WGC-HSBCチャンピオンズ                                                      | 66T  | +2  | 290 |
| 10/17-10/20 | 米国男子 | シュライナーズ・ホスピタルズ for チルドレン・オープン                       | 2T   | -18 | 266 |
| 10/10-10/13 | 米国男子 | フライズ・ドットコム・オープン                                              | 21T  | -9  | 275 |
| 09/25-09/28 | 国内男子 | アジアパシフィックオープンゴルフチャンピオンシップ ダイヤモンドカップゴルフ | 36T  | +3  | 287 |
| 09/18-09/21 | 国内男子 | ANAオープンゴルフトーナメント                                               | 15T  | -10 | 278 |
| 08/29-09/01 | 米国男子 | ドイツ銀行選手権                                                            | 予落 | +7  | 149 |
| 08/21-08/24 | 米国男子 | ザ・バークレイズ                                                            | 19T  | -6  | 278 |
| 08/14-08/17 | 米国男子 | ウィンダム選手権                                                            | 70T  | 0   | 280 |
| 08/07-08/10 | 米国男子 | 全米プロゴルフ選手権                                                        | 予落 | +4  | 146 |
| 07/17-07/20 | 米国男子 | 全英オープン                                                                | 予落 | +4  | 148 |
| 07/03-07/06 | 国内男子 | 長嶋茂雄 INVITATIONAL セガサミーカップゴルフトーナメント                    | 1    | -10 | 274 |
| 06/19-06/22 | 米国男子 | トラベラーズ選手権                                                          | 予落 | +3  | 143 |
| 05/29-06/01 | 米国男子 | ザ・メモリアル・トーナメント                                                | 57T  | +1  | 289 |
| 05/22-05/25 | 米国男子 | クラウン・プラザ招待 at コロニアル                                          | 予落 | 0   | 142 |
| 05/15-05/18 | 米国男子 | HPバイロン・ネルソン選手権                                                  | 75T  | +3  | 213 |
| 05/01-05/04 | 国内男子 | 中日クラウンズ                                                              | 5T   | -4  | 276 |
| 04/24-04/27 | 国内男子 | つるやオープンゴルフトーナメント                                            | 26T  | -4  | 280 |
| 04/17-04/20 | 米国男子 | RBCヘリテイジ                                                               | 18T  | -3  | 281 |
| 04/03-04/06 | 米国男子 | シェル・ヒューストン・オープン                                              | 31T  | -3  | 285 |
| 03/27-03/30 | 米国男子 | バレロ・テキサス・オープン                                                  | 予落 | +6  | 150 |
| 03/20-03/23 | 米国男子 | アーノルド・パーマー招待                                                    | 8T   | -8  | 280 |
| 03/13-03/16 | 米国男子 | バルスパー選手権                                                            | 25T  | +1  | 285 |
| 03/06-03/09 | 米国男子 | プエルトリコ・オープン                                                      | 19T  | -11 | 277 |
| 02/27-03/02 | 米国男子 | ザ・ホンダ・クラシック                                                      | 予落 | +6  | 146 |
| 02/13-02/16 | 米国男子 | ノーザン・トラスト・オープン                                                | 予落 | +4  | 146 |
| 01/30-02/02 | 米国男子 | ウェイスト・マネージメント・フェニックス・オープン                          | 予落 | +7  | 149 |
| 01/23-01/26 | 米国男子 | ファーマーズ・インシュランス・オープン                                      | 7T   | -7  | 281 |
| 01/16-01/19 | 米国男子 | ヒューマナ・チャレンジ                                                      | 25T  | -17 | 271 |
| 01/09-01/12 | 米国男子 | ソニー・オープン・イン・ハワイ                                              | 予落 | +3  | 143 |

### 2015年
9月に行われたANAオープンゴルフトーナメントで、大会ホストプロとして7度目の挑戦で初優勝した。また、12月に行われたゴルフ日本シリーズJTカップでメジャー大会初優勝。

### 2016年
2016年3月2日、幼なじみの一般女性と結婚。8月にはRIZAP KBCオーガスタゴルフトーナメントで優勝を果たす。

### 2017年
腰痛の悪化による長期離脱から復帰するも低迷し、PGAツアーのポイントランキングでシード圏外となる。入れ替え戦となったウェブドットコムツアー選手権でも40位となり、賞金ランク31位で25位以内に与えられるツアーカードを手にすることはできなかった。

### 2018年
日本ツアーに本格復帰、日本ツアーの選手会長に就任した。

### 2019年
7月に行われた日本プロゴルフ選手権大会で最終日36ホールとプレーオフの末に3年ぶりの優勝、メジャー2勝目とツアー通算15勝目を果たした。
10月23日、ZOZO CHAMPIONSHIPのプロアマ戦で、初のアルバトロスを達成。12月、ゴルフ日本シリーズJTカップでプレーオフの末2回目の優勝を果たし、メジャー3勝目を飾る。この結果、ツアー史上最年少「28歳82日」で生涯獲得賞金10億円を突破した。

### 2022年
11月に行われた三井住友VISA太平洋マスターズにてプレーオフの末に2年11か月ぶりの優勝、大会最多タイの3勝目とツアー通算18勝目を果たした。10代、20代、30代で同一大会を制する快挙でもあった。

### 2023年
優勝こそなかったが日本オープンで2位、米国ツアーのZOZO CHAMPIONSHIPで4位に入る。

### 2024年
6月、ツアーで唯一選手会が主催する大会で実行委員長を務めるジャパンプレーヤーズチャンピオンシップ by サトウ食品は2打差2位から出た最終日に6バーディー，2ボギーの68で回り、通算21アンダーとし逆転で2年ぶりのツアー優勝を果たし、通算19勝目を挙げた。
11月に行われた三井住友VISA太平洋マスターズでは1打差2位から出た最終日、最終18番のバーディなどで67（3アンダー）で回り、通算11アンダーとして逆転での優勝、大会最多となる4勝目を果たし、史上5位の年少記録となる33歳54日で通算20勝目を挙げた。

## 優勝歴

### 日本ツアー（20）
| 勝数         |
| メジャー (3) |
| ツアー (17)  |

| No. | 日時           | 大会                                                        | 優勝スコア            | 打差       | 2位                                              |
| --- | -------------- | ----------------------------------------------------------- | --------------------- | ---------- | ------------------------------------------------ |
| 1   | 2007年5月20日  | マンシングウェアオープン KSBカップ（アマチュア時代）        | -12 (72-69-69-66=276) | 1打差      | 宮本勝昌                                         |
| 2   | 2008年11月2日  | マイナビABCチャンピオンシップゴルフトーナメント             | -9 (70-70-70-69=279)  | 1打差      | 深堀圭一郎                                       |
| 3   | 2009年6月28日  | 全英への道 ミズノオープンよみうりクラシック                 | -13 (69-65-68-73=275) | 3打差      | デビッド・スメイル                               |
| 4   | 2009年8月2日   | サン・クロレラクラシック                                    | -17 (65-68-71-67=271) | 1打差      | ブレンダン・ジョーンズ                           |
| 5   | 2009年9月6日   | フジサンケイクラシック                                      | -12 (69-65-68-70=272) | 5打差      | 丸山大輔                                         |
| 6   | 2009年10月4日  | コカ・コーラ東海クラシック                                  | -14 (71-68-66-69=274) | 1打差      | 梶川剛奨                                         |
| 7   | 2010年5月2日   | 中日クラウンズ                                              | -13 (68-70-71-58=267) | 5打差      | 藤田寛之 ポール・シーハン                        |
| 8   | 2010年9月5日   | フジサンケイクラシック (2)                                  | -9 (66-71-68-70=275)  | プレーオフ | 薗田峻輔                                         |
| 9   | 2010年11月14日 | 三井住友VISA太平洋マスターズ                                | -14 (70-72-65-67=274) | 2打差      | ブレンダン・ジョーンズ                           |
| 10  | 2012年11月11日 | 三井住友VISA太平洋マスターズ (2)                            | -15 (67-69-69-68=273) | 1打差      | 松村道央                                         |
| 11  | 2014年7月6日   | 長嶋茂雄Invitational セガサミーカップゴルフトーナメント     | -10 (69-71-67-67=274) | プレーオフ | 小田孔明                                         |
| 12  | 2015年9月20日  | ANAオープンゴルフトーナメント                               | -16 (68-68-67-69=272) | 2打差      | 宮里優作                                         |
| 13  | 2015年12月6日  | ゴルフ日本シリーズJTカップ                                  | -14 (68-68-63-67=266) | 5打差      | 藤本佳則 小田孔明                                |
| 14  | 2016年8月28日  | RIZAP KBCオーガスタゴルフトーナメント                       | -15 (69-70-68-66=273) | 5打差      | 高山忠洋 マイケル・ヘンドリー ブラッド・ケネディ |
| 15  | 2019年7月7日   | 日本プロゴルフ選手権大会                                    | -13 (65-67-71-66=269) | プレーオフ | 黄重坤                                           |
| 16  | 2019年8月25日  | 長嶋茂雄Invitational セガサミーカップゴルフトーナメント (2) | -20 (67-66-67-68=268) | 4打差      | ジュビック・パグンサン                           |
| 17  | 2019年12月8日  | ゴルフ日本シリーズJTカップ (2)                              | -8 (68-70-68-66=272)  | プレーオフ | ブラッド・ケネディ                               |
| 18  | 2022年11月13日 | 三井住友VISA太平洋マスターズ (3)                            | -8 (68-66-69-69=272)  | プレーオフ | 星野陸也                                         |
| 19  | 2024年6月23日  | JAPAN PLAYERS CHAMPIONSHIP by サトウ食品                    | -21 (66-64-69-68=267) | 1打差      | 金子駆大                                         |
| 20  | 2024年11月10日 | 三井住友VISA太平洋マスターズ (4)                            | ｰ11 (66-71-65-67=269) | 1打差      | 谷原秀人 河本力                                  |

#### プレーオフ記録（5-5）
| No. | 年     | 大会                                                    | 対戦相手           | 内容 |
| --- | ------ | ------------------------------------------------------- | ------------------ | --- |
| 1   | 2009年 | 日本オープンゴルフ選手権競技                            | 小田龍一 今野康晴  | 1ホール目、3者パー。2ホール目、石川3オン、今野2オンでバーディーパット外す、小田が2オン1パットのバーディー。小田の優勝。                                                     |
| 2   | 2010年 | フジサンケイクラシック                                  | 薗田峻輔           | 1ホール目・2ホール目、両者パー。ピンポジション変更、3ホール目、両者パー。4ホール目、石川2オン2パットのパー、薗田2オンでパーパット外す。石川の優勝。                         |
| 3   | 2011年 | とおとうみ浜松オープン                                  | 小林正則           | 1ホール目、両者パー。2ホール目、3オンで石川バーディーならず、小林が3オン1パットのバーディー。小林の優勝。                                                                   |
| 4   | 2014年 | 長嶋茂雄Invitational セガサミーカップゴルフトーナメント | 小田孔明           | 1ホール目、共に2オン2パットのバーディ。2ホール目、小田2オン2パット、石川3オン1パットのバーディ。3ホール目、石川3オン1パットのバーディ、小田3オン2パットのパー。石川の優勝。 |
| 5   | 2018年 | ゴルフ日本シリーズJTカップ                              | 小平智 黄重坤      | 1ホール目、いずれも2オン。石川、黄パーパット入らず。小平1パットのパー。小平の優勝                                                                                           |
| 6   | 2019年 | 日本プロゴルフ選手権大会                                | 黄重坤             | 1ホール目、共に2オン。石川1パットのイーグル、黄イーグルパット外す。石川の優勝。                                                                                             |
| 7   | 2019年 | ゴルフ日本シリーズJTカップ                              | ブラッド・ケネディ | 1ホール目、2ホール目、共に2オン1パットのパー。3ホール目、共に1オン。ケネディバーディパット外す、石川1パットのバーディ。石川の優勝。                                         |
| 8   | 2022年 | ANAオープンゴルフトーナメント                           | 大槻智春           | 1ホール目、大槻がチップインイーグル。大槻の優勝。 |
| 9   | 2022年 | 三井住友VISA太平洋マスターズ                            | 星野陸也           | 1ホール目、共に3オン2パットのパー。2ホール目、石川3オン1パットバーディ、星野3オン2パットのパー。石川の優勝。                                                                |
| 10  | 2024年 | BMW日本ゴルフツアー選手権                               | 岩田寛             | 1ホール目、岩田がパーで優勝。 |

### その他
- 2008年 - 関西オープン

## 成績

### メジャー選手権
| 大会                              | 2009 | 2010 | 2011 | 2012 | 2013 | 2014 | 2015 | 2016 |
| --------------------------------- | ---- | ---- | ---- | ---- | ---- | ---- | ---- | ---- |
| マスターズ                        | CUT  | CUT  | T20  | CUT  | T38  | DNP  | DNP  | DNP  |
| 全米オープン                      | DNP  | T33  | T30  | CUT  | DNP  | DNP  | CUT  | DNP  |
| 全英オープン選手権                | CUT  | T27  | CUT  | CUT  | DNP  | CUT  | DNP  | DNP  |
| 全米プロゴルフ選手権（PGA選手権） | T56  | CUT  | CUT  | T59  | T29  | CUT  | DNP  | DNP  |

LA = ローアマチュア

DNP = 出場資格なし

WD = 怪我で辞退

CUT = ハーフウェイ・カット

T =タイ

緑は優勝. 黄色はトップ10入り.

### 世界ゴルフ選手権
| 大会               | 2009 | 2010 | 2011 | 2012 | 2013 |
| ------------------ | ---- | ---- | ---- | ---- | ---- |
| マッチプレー       | DNP  | R16  | R64  | R32  | DNP  |
| キャデラック       | DNP  | DNP  | T42  | DNP  | DNP  |
| ブリヂストン招待   | DNP  | T53  | T4   | T50  | DNP  |
| HSBCチャンピオンズ | T17  | T41  | DNP  | DNP  | T66  |

## ギア
- ドライバー
  - AI SMOKE トリプルダイヤドライバー（キャロウェイ）
- FW＆UT
  - AI SMOKE MAXフェアウェイウッド 15°（キャロウェイ）
  - APEX UW 19°（キャロウェイ）
  - APEX UW 23°（キャロウェイ）
- アイアン
  - APEX MB アイアン#4〜#P(キャロウェイ）
- ウェッジ
  - OPUS ウェッジ 48°(キャロウェイ）
  - OPUS ウェッジ 52°(キャロウェイ）
  - OPUS ウェッジ 56°(キャロウェイ）
  - OPUS ウェッジ 60°(キャロウェイ）
- パター
  - Protype ix 9 パター(オデッセイ）
- ボール
  - クロムツアー X (キャロウェイ）

## スポンサー
- カシオ計算機 - 所属契約
- キャロウェイゴルフ - 用具総合使用契約
- ANA
- アサヒビール
- 新学社
- エスプリライン

## ハニカミ王子
15歳の時プロトーナメント初参加したマンシングウェアオープンKSBカップの優勝インタビューでの言動から「ハニカミ王子」というニックネームが付いたことがあった。ちなみにその名づけ親は、この大会のテレビ中継を実況し、彼の優勝インタビューの最中にふと彼を「ハニカミ王子」と呼んだ瀬戸内海放送（KSB）アナウンサーの多賀公人である。まさに優勝した瞬間に生まれたニックネームであった。優勝記者会見で石川本人も「ハニカミ王子」のニックネームについてコメントした。
なお、優勝当日フジテレビジョンの新報道プレミアAでは、サンバイザーをつけている姿から「サンバイザー王子」と呼んでいたが、まったく定着しなかったため翌週から「ハニカミ王子」と呼んでいた。この愛称が定着した理由としては、すでに定着していた野球選手斎藤佑樹の愛称「ハンカチ王子」と響きが似ていたことも挙げられる。2007年の活躍などが評価され、「ハニカミ王子」が2007年の流行語大賞に選ばれる。しかし、父親は後に「遼は小学生の時から人前で目立ちたがっていた」とメディアで語っていた。
プロに転向した2008年以降、石川目当てに主婦層が低迷している男子ゴルフのテレビ中継を見るようになり、視聴率が大幅に伸びた。また、日本国外では「shy prince」などと訳されていた。

## チーム遼
2010年年明けより、タイのバンコク郊外にあるアマタ・スプリングCCで合宿をスタートさせた。2009年11月から石川の父の個人事務所がマネジメントを担当している同世代の男子プロ・山形陵馬と女子プロ・大江香織が参加、帰国後はすぐに新潟のスキー場など精力的に場所を移動してトレーニングをしている。
三郷市にマンションを購入、合宿所仕様で1ルーム中心の10室。三郷は空港やゴルフ場へのアクセスの利便性確保の他、実家のある松伏町とは結びつきが強い。
また5歳年下の妹は「石川遼カップジュニアゴルフ選手権地区大会」で初優勝を飾った。

## 石川フィーバーに伴う騒動・出来事
- 2007年関東アマチュアゴルフ選手権にて、TBSが石川に取材を試みようとし、同伴競技者に小型マイクを装着する依頼を行った。しかし、依頼は通らず、選手は大会主催者に報告をした。また、同日にTBSのヘリコプターを大会中に飛ばし、プレイを妨げる行為が発覚。この迷惑行為により、TBSは関東ゴルフ連盟に謝罪を行い、同日午前放送の番組で陳謝した[38]。また、同局の『筑紫哲也 NEWS23』キャスターの膳場貴子が石川宛に書いた手紙をスタッフが手渡そうとするも失敗に終わったことが発覚している。
- 2008年4月25日 - 27日に行われたつるやオープンゴルフトーナメントでは、多数のギャラリーの対応の為に、送迎バスの増発や会場の最寄駅の日生中央駅がある能勢電鉄日生線は臨時ダイヤになり増発となった。また、ギャラリーの女性が転倒・骨折し救急車に運ばれる事故も発生している。
- 2009年8月2日のサン・クロレラクラシック最終日の17番ホールと最終ホールにて、同スコアで並んでいたオーストラリアのブレンダン・ジョーンズがパットを外した際、観客の一部から拍手が起こった。後に大会主催者がブレンダンに謝罪した。テレビの解説者も放送内で苦言を呈し、石川も「ゴルフは紳士のスポーツで、（相手が）外したことを喜ぶ応援のスタイルはない。ギャラリーの方も真摯な気持ちで観戦してもらいたい」と話している[39]。
- 石川目当てのギャラリーによる迷惑行為は数多く起きており、シャッター音などでプレーの妨げになるなど、ギャラリーのマナーを問う声がある[40]。
- 2009年11月29日のカシオワールドオープンにて取材中のTBSスタッフがカートを暴走させ、前方に居た移動中のギャラリー数人をはねた。うち女性1人がカートの下敷きになり、眼窩底骨折の大ケガを負った。なお、カートを運転していたTBSカメラマンの男は自動車運転過失致傷罪で禁錮2年（執行猶予4年）の刑事処分[41]。

## 人物
妹の石川葉子、弟の石川航は、いずれもアマチュアゴルファーである。。
試合前には、音楽を聴いて気持ちを落ち着かせている。よく聴いているアーティストはYUIで、「SMAP×SMAP」内のコーナー「BISTRO SMAP」に出演した際、YUIからビデオ・メッセージが送られた。
2010年5月5日、東京・六本木ヒルズにて行われたイベント「日本ゴルフツアー選手権 Citibank Cup Shishido Hills ファンとの集い」にて、深堀圭一郎から「行きたいコンサートは?」と問われ「AKB48」と返答。「観たことはないけど、同世代。学生時代の友人にもファンが多かった。お互い活動する世界は違うけど、これから勉強したい」と人気絶頂のアイドルグループにも興味を示した。
好きな食べ物はカレーライスであり、子供の頃から好きだったという。その子供の頃、サッカー少年だったこともあり、大のサッカー好きで、地元のJリーグクラブ・浦和レッズのファンである。また、好きなサッカー選手としてはブラジル代表FWアレシャンドレ・パトの名前を挙げ、彼をイメージした髪型に変えてプレーしていたこともある。

### 人間関係
憧れのプロゴルファーは、リッキー・ファウラーで、彼の独特なファッションセンスに注目している。髪型もしばらく長髪にパーマをかけて2010年の全英オープンでは同じ色の服を着ていたため、テレビのキャスターが後から見て間違えたほどだった。
また、憧れの男性は、SMAPの木村拓哉と自身のブログで綴っており、2008年に番組での対談がきっかけで、メル友になった。
男子バレーボール石島雄介選手とは、中学の先輩にあたり、石島が学校の講演会に訪れた際に、座右の銘である「汗は人を裏切らない」という言葉に石川は感銘を受けた。講演会が終わった後、石川が「握手してください」と手を伸ばすと、「おお、頑張れよ!」と握手した。石川は「頑張れよ」の言葉に力をもらったと語っている。

## その他
- 石川の名前である「りょう」は、英語話者にとって正確な発音が極めて困難な音である。米国PGAツアーのオフィシャルサイトも、この件を取り上げた記事「Is it Rio? Roh? Yoh? Only Ishikawa can tell us（リオ？ロー？ヨー？教えられるのは石川だけ）」を掲載したことがある[44]。

## 出演

### テレビ番組
冠番組
- 石川遼スペシャル RESPECT 〜ゴルフを愛する人々へ〜（2010年4月4日 - 2012年3月31日、テレビ東京系列）

### CM・イメージキャラクター
- 全国信用金庫協会
- ANA（2009年 - ）
- FOOD ACTION NIPPON（2009年）
  - 「こども店長・ライバルあらわる」編、ハニカミ店長 役
- 第一三共ヘルスケア（2009年 - ）
  - 『パテックス』
  - 『ルル』
- ロッテ（2010年 - ）
  - ロッテチョコレート『ガーナミルクチョコレート』
  - ロッテガム『キシリトールガム』
- コナカ（2010年）
  - 『VIERA』
- ハウス食品（2010年）
  - カレートータル（ルウカレー全般）キャンペーン
- 大和証券（2010年）
  - 「マクドナルドの日本の味」キャンペーン
- 日本コカ・コーラ（2010年 - ）
  - 『アクエリアス』「僕にはできる。」編
- 日本赤十字社（2011年1月 - ）
  - 『はたちの献血』キャンペーン
- 全日本家庭教育研究会
  - 家庭用学習教材『ポピー』
- エスプリライン
  - 英会話教材『スピードラーニング』

石川の場合、自分の幼少時から関係が深かった企業とスポンサー契約を行い、CMに出演する傾向がある。ヨネックスは10歳の時から用具を提供し（上記参照）、ポピーは自分が小中学生の時に利用していた教材、スピードラーニングは中学生の時から移動中などに使っていた英語教材である。

### ゲーム
- 体感ゲーム「石川遼 エキサイトゴルフ」（2010年7月17日発売、エポック社）
石川自身が同シリーズの『スーパーショット! エキサイトゴルフ』（2003年4月発売）を遊んでいたこともあり、石川がゲーム制作を監修している[46]。